# Dolicholobium brassii
Dolicholobium brassii är en måreväxtart som beskrevs av Elmer Drew Merrill och Lily May Perry. Dolicholobium brassii ingår i släktet Dolicholobium och familjen måreväxter. Inga underarter finns listade i Catalogue of Life.